# Dolní Heřmanice (Horní Heřmanice)
Dolní Heřmanice (německy Unter Hermanitz) jsou vesnice a část obce Horní Heřmanice v okrese Ústí nad Orlicí. Nachází se asi 1,9 kilometru západně od Horních Heřmanic. Dolní Heřmanice leží v katastrálním území Dolní Heřmanice v Čechách o rozloze 6,24 km².

## Historie
První písemná zmínka o vesnici pochází z roku 1304.